# 威廉斯頓鎮區 (北卡羅萊納州馬丁縣)
威廉斯頓鎮區（英語：Williamston Township）是位於美國北卡羅萊納州馬丁縣的一個鎮區。

## 地方資料
威廉斯頓鎮區的面積為105.41平方千米，皆為陸地。根據2020年美國人口普查的數據，當地共有人口7535人，而人口密度為每平方千米71.48人。